# Ribera Salud
Ribera Salud es un grupo hospitalario español de asistencia sanitaria privada con presencia en las comunidades autónomas de Comunidad Valenciana, Región de Murcia, Comunidad de Madrid, Galicia, Extremadura y Asturias.

## Historia
Ribera Salud fue creada en 1999 por Caja de Ahorros del Mediterráneo y Bancaja, para poner en marcha y gestionar el Hospital de La Ribera, en Alcira, el primero en España gestionado por una firma privada -Ribera Salud- mediante concesión pública. La participación del 50% de Bancaja pasó a Bankia tras su absorción y esta entidad la vendió a Centene. Tras la compra de la Caja de Ahorros del Mediterráneo por parte del Banco Sabadell en 2011, el banco también vendió a Centene un paquete del 40% de la sociedad en 2012; vendiendo el 10% restante a la multinacional francesa Vivalto Santé cuando ésta adquirió a Centene su participación del 90% en 2022.